# Softverska podrška uređaja temeljenih na iOS-u
U nastavku nalaze se uređaji temeljeni na Appleovom operacijskom sustavu iOS-u i inačice operacijskog sustava koje podržavaju.

## Legenda
Uređaj podržava najnoviju inačicu iOS-a (vidi infookvir Posljednja stabilna verzija)

     Inačica predinstalirana na uređaju

## iPhone linija
Iz serije uređaja iPhone najnoviju inačicu iOS-a, iOS 13, podržavaju modeli iPhone 6S i 6S Plus izdani 2015. godine i noviji. Posljednja inačica iOS koju podržava izvorni model serije, iPhone, jest 3.1.3. Nasljednik tog modela, iPhone 3G, dolazi predinstaliran s iOS-om 3.0 i podržava sve inačice do iOS-a 4.2.1. Posljednje ažuriranje iOS-a koje je primio iPhone 3GS jest 6.1.6. Model iz 2010. godine, iPhone 4, primio je ažuriranje na iOS 7.1.2, a njegov nasljednik iPhone 4S na 9.3.6. Podrška za iPhone 5 završila je iOS-om 10.3.4, a za iPhone 5c iOS-om 10.3.3.
| iOS           | Modeli iPhonea | Modeli iPhonea | Modeli iPhonea | Modeli iPhonea | Modeli iPhonea | Modeli iPhonea | Modeli iPhonea | Modeli iPhonea | Modeli iPhonea     | Modeli iPhonea | Modeli iPhonea | Modeli iPhonea | Modeli iPhonea | Modeli iPhonea | Modeli iPhonea | Modeli iPhonea | Modeli iPhonea | Modeli iPhonea    |
| Inačica       | 2G             | 3G             | 3GS            | 4              | 4S             | 5              | 5c             | 5s             | 6/6 Plus           | 6S/6S Plus     | SE             | 7/7 Plus       | 8/8 Plus       | X              | XR             | XS/XS Max      | 11             | 11 Pro/11 Pro Max |
| ------------- | -------------- | -------------- | -------------- | -------------- | -------------- | -------------- | -------------- | -------------- | ------------------ | -------------- | -------------- | -------------- | -------------- | -------------- | -------------- | -------------- | -------------- | ----------------- |
| iPhone OS 1.x | 1              | -              | -              | -              | -              | -              | -              | -              | -                  | -              | -              | -              | -              | -              | -              | -              | -              | -                 |
| iPhone OS 2.x | Da             | -              | -              | -              | -              | -              | -              | -              | -                  | -              | -              | -              | -              | -              | -              | -              | -              | -                 |
| iPhone OS 3.x | Da (do 3.1.3)  | 3.0            | 3.0            | -              | -              | -              | -              | -              | -                  | -              | -              | -              | -              | -              | -              | -              | -              | -                 |
| iOS 4.x       | Ne             | Da (do 4.2.1)  | Da             | 4.0            | -              | -              | -              | -              | -                  | -              | -              | -              | -              | -              | -              | -              | -              | -                 |
| iOS 5.x       | Ne             | Ne             | Da             | Da             | 5.0            | -              | -              | -              | -                  | -              | -              | -              | -              | -              | -              | -              | -              | -                 |
| iOS 6.x       | Ne             | Ne             | Da (do 6.1.6)  | Da             | Da             | 6.0            | -              | -              | -                  | -              | -              | -              | -              | -              | -              | -              | -              | -                 |
| iOS 7.x       | Ne             | Ne             | Ne             | Da (do 7.1.2)  | Da             | Da             | 7              | 7              | -                  | -              | -              | -              | -              | -              | -              | -              | -              | -                 |
| iOS 8.x       | Ne             | Ne             | Ne             | Ne             | Da             | Da             | Da             | Da             | 8.0                | -              | -              | -              | -              | -              | -              | -              | -              | -                 |
| iOS 9.x       | Ne             | Ne             | Ne             | Ne             | Da (do 9.3.6)  | Da             | Da             | Da             | Da                 | 9.0.2          | 9.3.1          | -              | -              | -              | -              | -              | -              | -                 |
| iOS 10.x      | Ne             | Ne             | Ne             | Ne             | Ne             | Da (do 10.3.4) | Da (do 10.3.3) | Da             | Da                 | Da             | Da             | 10             | -              | -              | -              | -              | -              | -                 |
| iOS 11.x      | Ne             | Ne             | Ne             | Ne             | Ne             | Ne             | Ne             | Da             | Da                 | Da             | Da             | Da             | 11.0           | 11.0.1         | -              | -              | -              | -                 |
| iOS 12.x      | Ne             | Ne             | Ne             | Ne             | Ne             | Ne             | Ne             | Da (do 12.4.4) | 12.4.4 (do 12.4.4) | Da             | Da             | Da             | Da             | Da             | 12.0           | 12.0           | -              | -                 |
| iOS 13.x      | Ne             | Ne             | Ne             | Ne             | Ne             | Ne             | Ne             | Ne             | Ne                 | Da             | Da             | Da             | Da             | Da             | Da             | Da             | 13.0           | 13.0              |

## iPod Touch linija
Jedini model iz linije uređaja iPod Touch koji podržava iOS 13 jest sedma generacija. Podrška za šestu generaciju iPoda Touch završila je iOS-om 12.4.4.
| iOS           | Modeli iPoda Touch | Modeli iPoda Touch | Modeli iPoda Touch | Modeli iPoda Touch | Modeli iPoda Touch | Modeli iPoda Touch | Modeli iPoda Touch |
| Inačica       | 1. gen.            | 2. gen.            | 3. gen.            | 4. gen.            | 5. gen.            | 6. gen.            | 7. gen.            |
| ------------- | ------------------ | ------------------ | ------------------ | ------------------ | ------------------ | ------------------ | ------------------ |
| iPhone OS 1.x | 1.1                | -                  | -                  | -                  | -                  | -                  | -                  |
| iPhone OS 2.x | Da                 | 2.1.1              | -                  | -                  | -                  | -                  | -                  |
| iPhone OS 3.x | Da (do 3.1.3)      | Da                 | 3.1                | -                  | -                  | -                  | -                  |
| iOS 4.x       | Ne                 | Da (do 4.2.1)      | Da                 | 4.1                | -                  | -                  | -                  |
| iOS 5.x       | Ne                 | Ne                 | Da (do 5.1.1)      | Da                 | -                  | -                  | -                  |
| iOS 6.x       | Ne                 | Ne                 | Ne                 | Da (do 6.1.6)      | 6                  | -                  | -                  |
| iOS 7.x       | Ne                 | Ne                 | Ne                 | Ne                 | Da                 | -                  | -                  |
| iOS 8.x       | Ne                 | Ne                 | Ne                 | Ne                 | Da                 | 8.4                | -                  |
| iOS 9.x       | Ne                 | Ne                 | Ne                 | Ne                 | Da (do 9.3.5)      | Da                 | -                  |
| iOS 10.x      | Ne                 | Ne                 | Ne                 | Ne                 | Ne                 | Da                 | -                  |
| iOS 11.x      | Ne                 | Ne                 | Ne                 | Ne                 | Ne                 | Da                 | -                  |
| iOS 12.x      | Ne                 | Ne                 | Ne                 | Ne                 | Ne                 | Da (do 12.4.4)     | 12.3.1             |
| iOS 13.x      | Ne                 | Ne                 | Ne                 | Ne                 | Ne                 | Ne                 | Da                 |

## iPad linija
iOS je na iPadu od inačice 13 preimenovan u iPadOS. iPadOS 13 podržan je na petoj, šestoj i sedmoj generaciji osnovnog iPada, drugoj i trećoj generaciji iPada Air, četvrtoj i petoj generaciji iPada Mini i svim generacijama iPada Pro.
| iOS           | Modeli iPada  | Modeli iPada  | Modeli iPada  | Modeli iPada  | Modeli iPada   | Modeli iPada   | Modeli iPada   | Modeli iPada | Modeli iPada   | Modeli iPada | Modeli iPada | Modeli iPada | Modeli iPada | Modeli iPada  | Modeli iPada | Modeli iPada  | Modeli iPada  | Modeli iPada   | Modeli iPada |
| Inačica       | 1. gen.       | 2             | 3. gen.       | mini          | 4. gen.        | Air            | mini 2         | Air 2        | mini 3         | mini 4       | Pro (12,9")  | Pro (9,7")   | 5. gen.      | Pro (2. gen.) | 6. gen.      | Pro (3. gen.) | Air (3. gen.) | Mini (5. gen.) | 7. gen.      |
| ------------- | ------------- | ------------- | ------------- | ------------- | -------------- | -------------- | -------------- | ------------ | -------------- | ------------ | ------------ | ------------ | ------------ | ------------- | ------------ | ------------- | ------------- | -------------- | ------------ |
| iPhone OS 1.x | -             | -             | -             | -             | -              | -              | -              | -            | -              | -            | -            | -            | -            | -             | -            | -             | -             | -              | -            |
| iPhone OS 2.x | -             | -             | -             | -             | -              | -              | -              | -            | -              | -            | -            | -            | -            | -             | -            | -             | -             | -              | -            |
| iPhone OS 3.x | 3.2           | -             | -             | -             | -              | -              | -              | -            | -              | -            | -            | -            | -            | -             | -            | -             | -             | -              | -            |
| iOS 4.x       | Da            | 4.3           | -             | -             | -              | -              | -              | -            | -              | -            | -            | -            | -            | -             | -            | -             | -             | -              | -            |
| iOS 5.x       | Da (do 5.1.1) | Da            | 5.1           | -             | -              | -              | -              | -            | -              | -            | -            | -            | -            | -             | -            | -             | -             | -              | -            |
| iOS 6.x       | Ne            | Da            | Da            | 6.0.1         | 6              | -              | -              | -            | -              | -            | -            | -            | -            | -             | -            | -             | -             | -              | -            |
| iOS 7.x       | Ne            | Da            | Da            | Da            | Da             | 7              | 7              | -            | -              | -            | -            | -            | -            | -             | -            | -             | -             | -              | -            |
| iOS 8.x       | Ne            | Da            | Da            | Da            | Da             | Da             | Da             | 8.1          | 8.1            | -            | -            | -            | -            | -             | -            | -             | -             | -              | -            |
| iOS 9.x       | Ne            | Da (do 9.3.6) | Da (do 9.3.6) | Da (do 9.3.6) | Da             | Da             | Da             | Da           | Da             | 9.0.2        | 9.1          | 9.3          | -            | -             | -            | -             | -             | -              | -            |
| iOS 10.x      | Ne            | Ne            | Ne            | Ne            | Da (do 10.3.4) | Da             | Da             | Da           | Da             | Da           | Da           | Da           | 10.2.1       | 10.3.2        | -            | -             | -             | -              | -            |
| iOS 11.x      | Ne            | Ne            | Ne            | Ne            | Ne             | Da             | Da             | Da           | Da             | Da           | Da           | Da           | Da           | Da            | 11.2.6       | -             | -             | -              | -            |
| iOS 12.x      | Ne            | Ne            | Ne            | Ne            | Ne             | Da (do 12.4.3) | Da (do 12.4.3) | Da           | Da (do 12.4.3) | Da           | Da           | Da           | Da           | Da            | Da           | 12            | 12            | 12             | -            |
| iOS 13.x      | Ne            | Ne            | Ne            | Ne            | Ne             | Ne             | Ne             | Da           | Ne             | Da           | Da           | Da           | Da           | Da            | Da           | Da            | Da            | Da             | iPadOS 13    |

## Vanjske poveznice
- Službena stranica operacijskog sustava